# Lykon von Iasos
Lykon von Iasos (altgriechisch Λύκων) war ein antiker griechischer Pythagoreer. Er lebte im 4. Jahrhundert v. Chr.

## Leben und Werk
Lykon stammte aus der Hafenstadt Iasos in Karien, einer Landschaft im Südwesten von Kleinasien. Er verfasste eine Schrift „Über das pythagoreische Leben“, die verloren ist; erhalten geblieben ist nur ein kurzes Zitat bei Athenaios, in dem von der maßvollen Ernährung des Pythagoras die Rede ist.
Lykon von Iasos wird in der Forschung gewöhnlich mit einem Lykon identifiziert, von dem Aristokles von Messene mit scharfer Missbilligung berichtet, dass er „sich als Pythagoreer ausgab“ und gegen den aufwendigen Lebensstil des Aristoteles polemisierte. Zu diesem Zweck verbreitete Lykon klatschhafte Anekdoten aus dem Leben des Aristoteles, dessen Zeitgenosse er anscheinend war. Seiner Darstellung zufolge war Aristoteles anmaßend und einerseits einer luxuriösen Lebensweise ergeben, andererseits aber auch geizig und damit ein abschreckendes Beispiel für einige in Philosophenkreisen verpönte Laster. Beispielsweise habe er in warmem Öl gebadet, das er dann verkaufte. Offenbar gehörte Lykon der asketischen, die philosophische Bedürfnislosigkeit betonenden Richtung des Pythagoreismus an, deren bekanntester Vertreter Diodoros von Aspendos war. Diese Richtung stand dem Kynismus nahe.
Iamblichos führt in einer Liste von aus Tarent stammenden Pythagoreern einen Lykon an. Gemeint ist wahrscheinlich Lykon von Iasos, der daher in der Forschungsliteratur mitunter auch Lykon von Tarent genannt wird; die Angabe von Tarent als Heimatstadt dürfte auf einem Irrtum beruhen oder darauf zurückzuführen sein, dass Lykon von Iasos sich dort niederließ.
Ferner berichtet Athenaios von einem Pythagoreer, der sich unter medizinisch-pharmakologischem Aspekt mit Pflanzenkunde befasste. Diesen Verfasser eines nicht erhalten gebliebenen Werks, in dem Wirkungen pflanzlicher Nahrungs- und Heilmittel behandelt wurden, nennt Athenaios der handschriftlichen Überlieferung zufolge Ibykos, wobei es sich aber vermutlich um einen Schreibfehler handelt. Im authentischen Text stand wohl etwas anderes, vielleicht „Lykon“, denn der Verfasser eines Scholions zu den Theriaka des Nikandros erwähnt mit Berufung auf den Grammatiker Antigonos von Alexandria einen Autor namens Lykon, der über Botanik schrieb und vermutlich mit dem von Athenaios erwähnten identisch ist. Allerdings ist unsicher, ob der überlieferte Athenaios-Text tatsächlich korrigiert werden muss, und wenn dies der Fall ist, kommen neben „Lykon“ auch andere Möglichkeiten wie „Lykos“ oder „Ikkos“ in Betracht. Auch falls „Lykon“ korrekt ist, bleibt ungewiss, ob dieser Fachgelehrte mit dem Gegner des Aristoteles gleichzusetzen ist. Das Zitat bei Athenaios handelt von der harntreibenden und den Sexualtrieb dämpfenden Wirkung einer Lattich-Art.